# Malá drienčanská jaskyňa
Malá drienčanská jaskyňa je přírodní památka ve správě příspěvkové organizace Správa slovenských jeskyní.
Nachází se v katastrálním území obce Drienčany v okrese Rimavská Sobota v Banskobystrickém kraji. Území bylo vyhlášeno či novelizováno v letech 2006, 2008 na rozloze x ha. Rozloha ochranného pásma byla stanovena na 30,6752 ha.